# Bojarka
Bojarka (ukrajinsky Боярка) je město v Kyjevské oblasti na Ukrajině. Leží zhruba 15 kilometrů na jihozápad od Kyjeva na dálnici M 05. V roce 2022 v něm žilo přibližně 34 tisíc obyvatel, tedy přibližně stejně jako v roce 2013.

## Historie
Na místním hřbitově byly archeologickým průzkumem zjištěny pozůstatky pohřbívání ze starověku. Železnice do města byla zavedena v roce 1890.